# Sajjad Karim

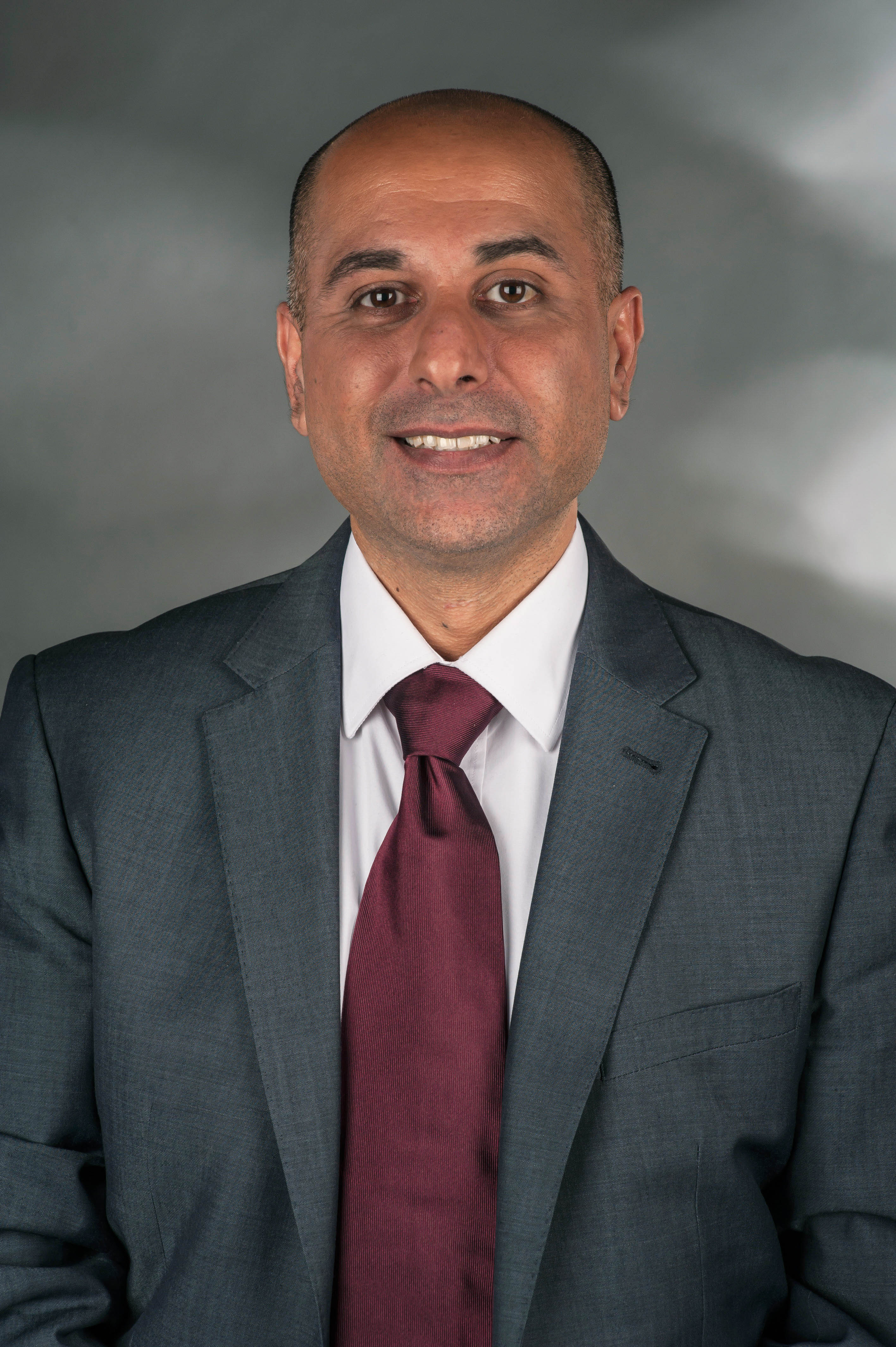
Sajjad Karim

Sajjad Haider Karim (Blackburn, Lancashire, 11 juli 1970) is een Brits europarlementslid. Hij was de eerste Britse moslim die in het Europees Parlement werd verkozen.

## Levensloop
Karim stamt uit een familie van Pakistaanse origine. Hij liep school in de Walter Street County primary school Brierfield aen vervolgens in Mansfield High School, Brierfield. Hij studeerde verder aan Nelson and Colne College en deed rechtenstudies aan het College of Law in Chester. Hij werd solicitor bij de Supreme Court of England and Wales in 1997.
Hij was pas zeven toen hij al propagandafolders verspreidde voor de Conservative Party. In 1989 trad hij toe tot de Liberal Democrats en werd in 1994 verkozen tot raadslid voor Pendle Borough, een mandaat dat hij vervulde tot in 2002.
Karim werd in 2004 verkozen in het Europees Parlement voor de liberale democraten in de kiesomschrijving North West England. In 2007 stapte hij over naar de Conservatieve Partij en in 2009 werd hij herkozen. Voor de verkiezingen van mei 2014 stond hij als tweede kandidaat op de lijst voor de Conservatieven in North West England.
In 2005 stichtte hij de Europarlementsgroep Friends of Pakistan en is er voorzitter van. Hij behoort ook tot de groepen Friends of India, Friends of Bangladesh en Friends of Turkey.
Hij heeft gezeteld in de Commissies Internationale Handel, Juridische Zaken en Mensenrechten. Hij zetelde in de Speciale Onderzoekscommissie aangaande mogelijke geheime gevangenissen van de CIA, nadat hij als eerste Europarlementslid het probleem had aangekaart. Hij was rapporteur voor het EU-India Free Trade Agreement.
Hij is ondervoorzitter van de European Parliament's Equality and Diversity Intergroup en medevoorzitter van het European Muslim Forum. Hij heeft zich voornamelijk bekommerd om de toename van de onverdraagzaamheid in Europa, meer bepaald de islamofobie, het antisemitisme en de groei van extreemrechtse partijen.
Karim houdt zich bezig met problemen zoals kinderarbeid, burgerrechten en strijd tegen het terrorisme. Hij voerde de met succes bekroonde actie van de EU aan om de doodstraf voor de Brit Mirza Tahir Hussain, die de helft van zijn leven in gevangenschap in Pakistan doorbracht voor een misdaad die hij volhoudt niet te hebben begaan, om te zetten in gevangenisstraf.
In december 2009 werd Karim woordvoerder voor juridische zaken in de Conservatieve Europarlementsgroep. Hij is lid van de Europese delegatie bij de Mashreqlanden en van de parlementaire assemblee voor het Middellandse Zeegebied.
Hij is bijzonder actief geweest bij inspanningen om de EU-regelgeving te beperken, onder meer voor economische bedrijvigheden. In 2011 werd hij rapporteur voor het onderzoek naar betere procedures bij het legifereren in de EU en het reduceren ervan.
In februari 2012 werd hij benoemd in de commissie van vijf Europarlementsleden die een nieuwe gedragscode moet uitwerken voor de Europarlementsleden.
Op 26 november 2008 bevond hij zich met een delegatie van het Europees Parlement in Mumbai tijdens de terroristische aanval op het hotel Taj Mahal Palace & Tower. Hij kon ternauwernood aan de dood ontsnappen.
In december 2012 was Karim in het nieuws, vanwege zijn rol in het terugbrengen naar Engeland van het zesjarige meisje Atiya Anjum-Wilkinson, dat door haar vader naar Pakistan was ontvoerd.